# Bildstock (Simonsberg)

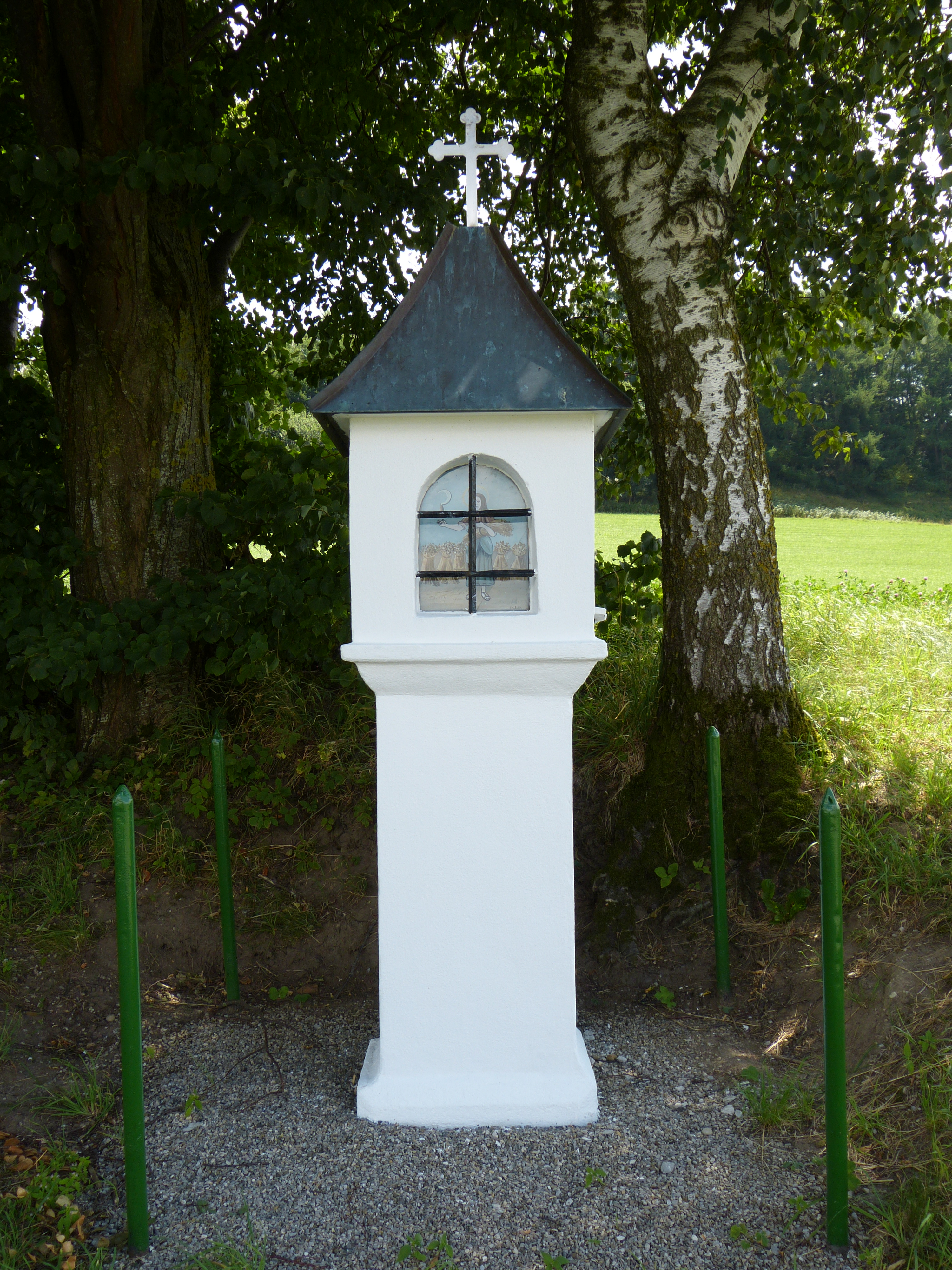
Bildstock bei Simonsberg

Der denkmalgeschützte Bildstock aus dem 18. oder 19. Jahrhundert im oberschwäbischen Simonsberg, einem Ortsteil von Salgen, an der Straße nach Hausen-Zaisertshofen am nördlichen Fuß des Simonsberges besteht aus einem gemauerten Pfeiler mit breiterem Gehäuse. An den Seiten des Gehäuses sind Rundbogenblenden mit Bildern von 1943 angebracht. Die Bilder zeigen Jesus als Sämann, den heiligen Leonhard und die heilige Notburga. Das Zeltdach wurde erneuert.

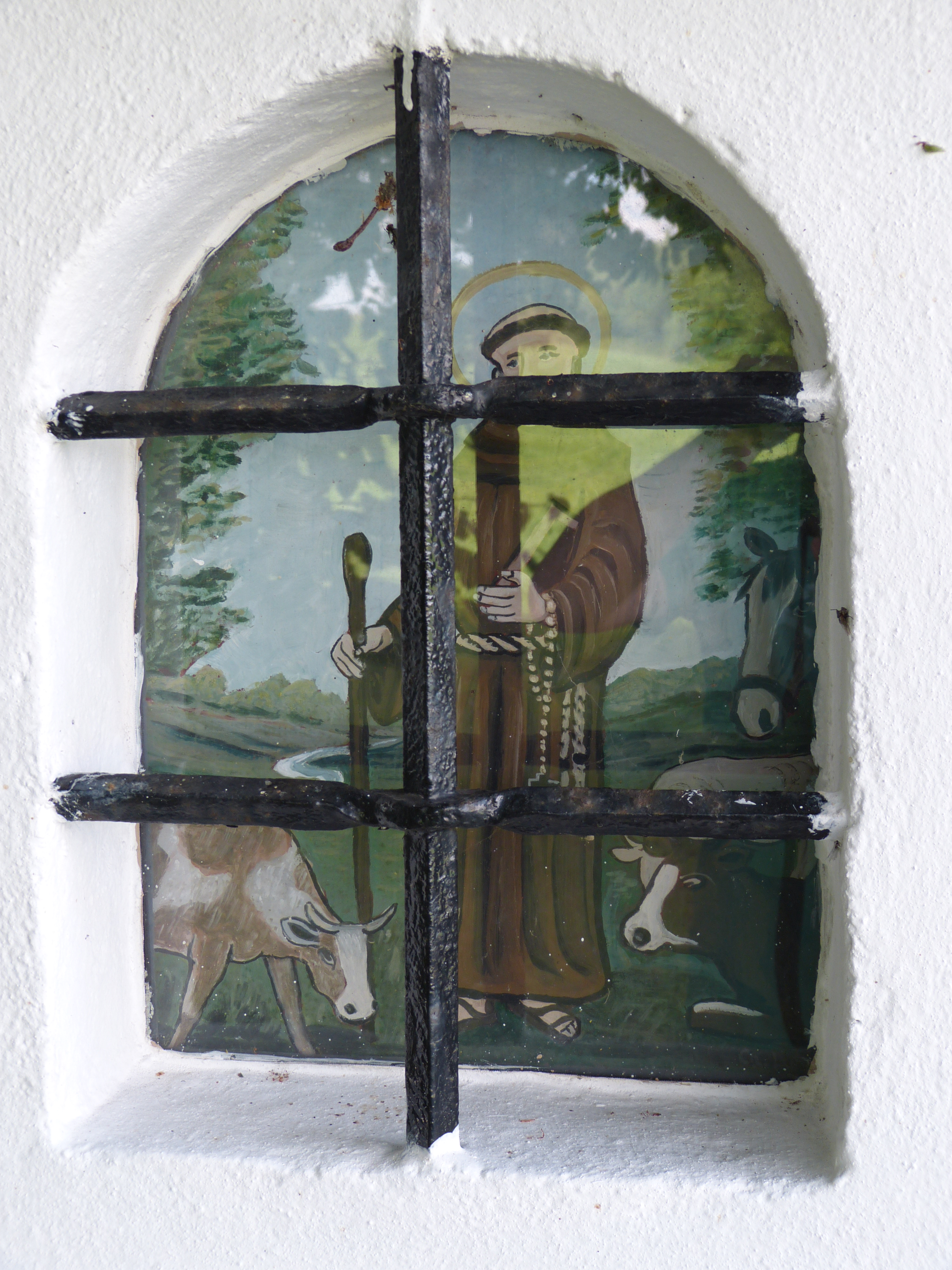
Hl. Leonhard
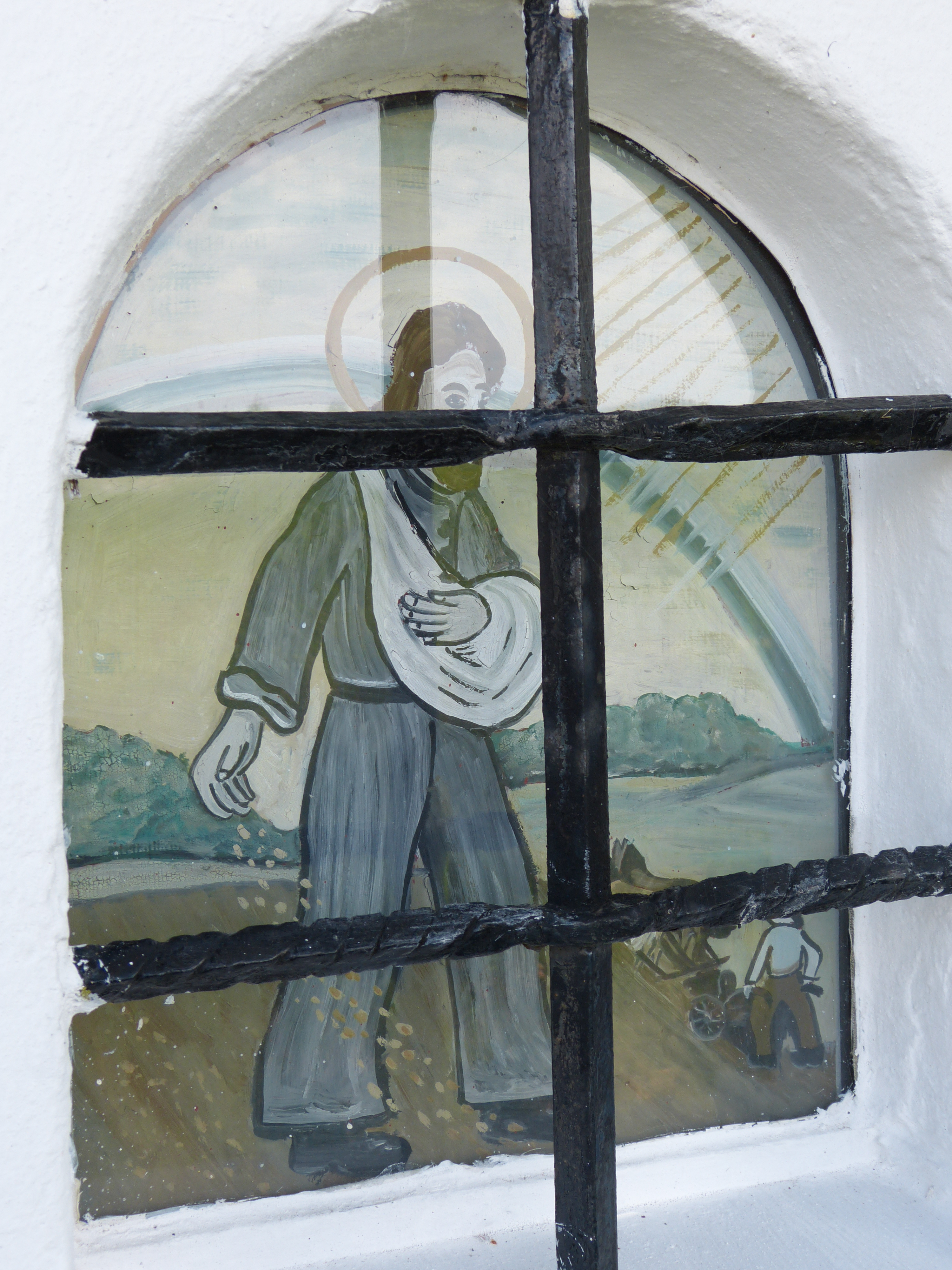
Jesus als Sämann
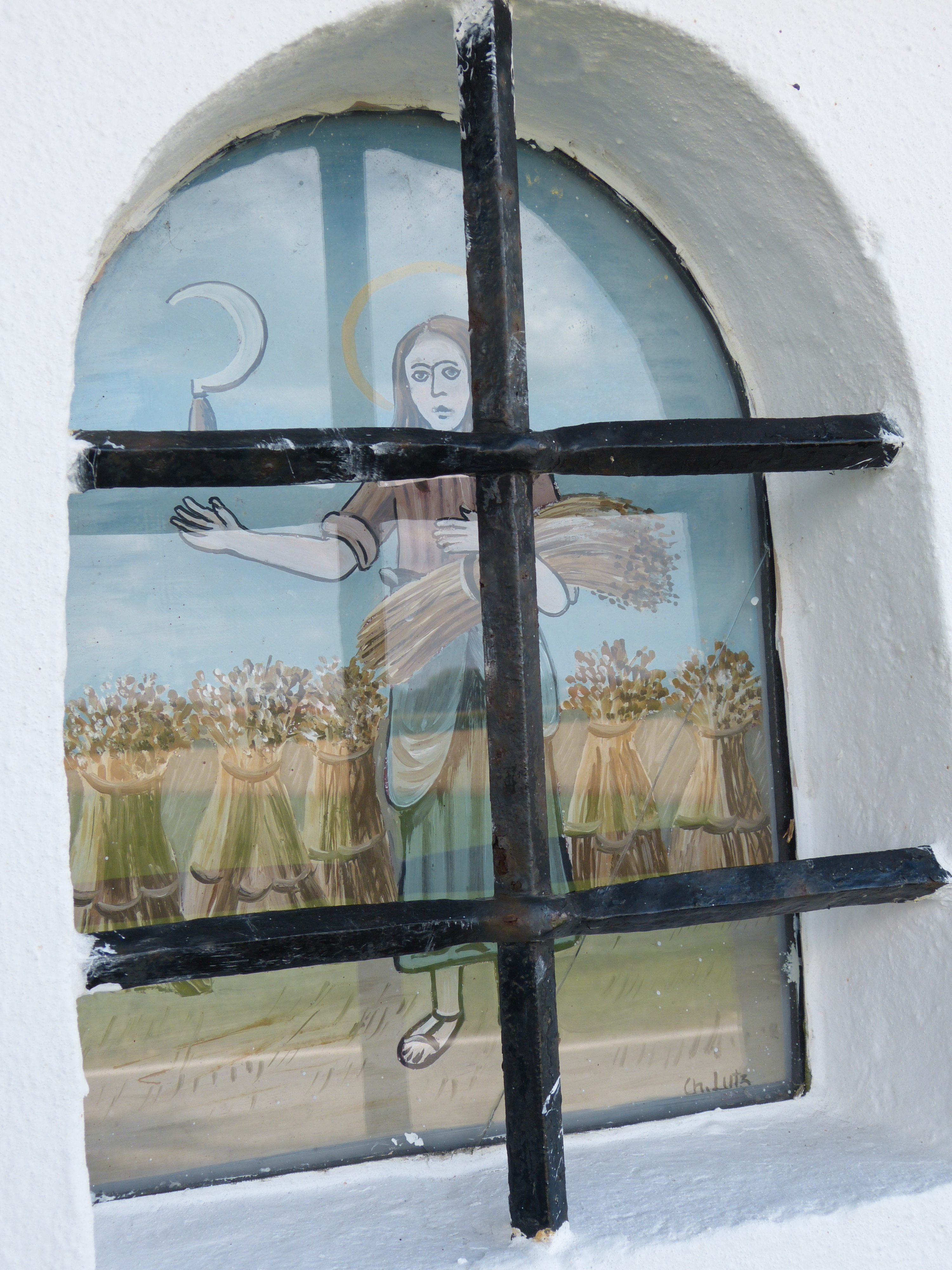
Hl. Notburga